# 카트야야나
카트야야나 또는 가전연(迦旃延)은 고타마 싯다르타의 십대제자의 한 명이다. 논의제일로 칭해진다. 마하(Maha=위대한이라는 뜻)를 붙여 마하가전연, 혹은 대가전연 등이라고도 불린다. 석가의 십대제자의 한 명. 논의제일로 칭해진다. 마하(Maha=위대한이라는 뜻)를 붙여 마하가전연, 혹은 대가전연 등이라고도 불린다.

## 이름
그의 이름은 경전 등에 따라 표기가 다르기 때문에, 주된 것을 표기한다.
- 산스크리트: Maha-katyayana
- 팔리어:  Maha-kaccana, Maha-kaccayana
- 한글 표기: 마하카티아야나, 카티아야나
- 다른 음차: 마하가다연나, 파제이가 등
- 음역: 대가전연, 대가다연나, 대가다연나 등
- 역 (의역 포함한다) ·의미: 호어깨, 문식, 대전척종남, 대정지 등

덧붙여 「가전연」이라는 이름은 바라문 종의 10성의 한 살로 꼽혀 성으로 이름으로 하고 있다.

## 출신
그의 출신에는 몇 개의 설이 있다.
1. 마디아프라데시 지역에 존재하던 야다브족 국가 아반티의 수도인 우자이니의 바라문 출신 (크샤트리아 설이 있다) 으로, 체다팟죠타왕의 제사의 아이로, 왕의 생명에 의해 석가불을 부르기 위해서, 7명의 왕신과 함께 불소로 향해 출가했다.
2. 남 인도의 바라문 출신으로, 일찍이 석가 탄생시에 상키 해 아사타선 (아시타 센닌, 석가가 장래, 불이 된다고 예언했다)의 제자로, 스승의 딸을 장가가, 또 스승의 고인의 명령에 의해 불제자가 되었다.

## 경력
그가 언제 불교 교단에 들어갔는가는 모르지만, 초기의 불교 전도에 중요한 기능을 했다.
덧붙여 그의 출신설 1에서는, 그 지역은 아직도 포교 권외였으므로, 불이나 사리불, 모쿠렌의 입멸후, 교단의 중심이 되어 자주 활약했다고 한다.
어릴 적보다 총명하고, 한 번 들은 내용은 잊지 않고 잘 이해했다고 말해진다. 그런데도 난해하고 이해할 수 없는 것이 있어, 석가에 가르침을 청하게 되어, 이것이 계기로 제자가 되었다고 여겨진다.
「Udana」 V. 6에 의하면, 서인도의 십육대국 국가 중 하나인 아반티의 쿠라라가라 파파타산에 살아, 소나 코리비사 (억이)를 출가하게 했다고 한다.
불의 가르침을 넓게 알기 쉽고, 도리를 분별해 광설해, 석가불로부터 찬탄 되었다. 몇 사람의 왕에게 사성(바라문, 크샤트리아, 바이샤, 수드라)의 평등을 말해 돌았다고 해, 남방 구전설화의 불교에서도 석가 입멸후도 홍교에 노력했다고 한다.

## 같이 보기
- 성문 (불교)